# Valerio Fiori
Valerio Fiori (født 27. april 1969 i Rom) er en italiensk tidligere fodboldspiller. Han spillede blandt andet i Serie A-klubben AC Milan.
Af hans andre klubber kan nævnes SS Lazio og ACF Fiorentina.